# Андре Тан
Андре́ Тан (Андрій Миколайович Тищенко, Andre Tan, нар. 26 жовтня 1982, Слобожанське, Зміївський район, Харківська область) — український модельєр і дизайнер одягу.

## Життєпис
Народився в Слобожанському на Харківщині. З дитинства мріяв про кар'єру головного редактора модного журналу «Ізабель» і за пару років розмалював понад п'ятдесят шкільних зошитів, придумуючи ескізи для свого майбутнього видання. У 11 років почав займатися на курсах крою та шиття. Тоді ж придумав псевдонім Андре Тан (Андре — від імені Андрій, Тан — абревіатура прізвища, імені та по-батькові).[джерело?]
У 1998 році вступив на факультет моделювання Харківського текстильного технікуму, а після закінчення — до Київського університету технології та дизайну. Пізніше пройшов навчання на фабриці Hugo Boss в Німеччині й в Центральному коледжі мистецтва та дизайну імені Святого Мартіна в Британії.
У травні 2023 року Андре Тан розпочав навчання по одній з програм у США.

## Кар'єра
У 2000 році створено торгову марку «Andre Tan».
З 2002 року брав участь в Українському тижні моди.
У 2003 році відкрив дизайн-студію в Києві.
У 2006 році колекцію Андрія показано на Moscow Fashion Week. На показі «Fall/Winter 2006—2007» представив напрям в моді — Smart Couture.
У 2006 році разом з Roberto Cavalli створив наряди для учасниць конкурсу краси Міс Європа 2006.
У 2008 році вів програму «ProFashion».
З вересня 2010 року брав участь в зйомках програми «Велике перевтілення» на телеканалі 1+1.
У 2011 році показ колекції «Джунглі в офісі весна-літо 2012», їх представили Періс Хілтон та Сніжана Онопко.
У 2011 році запуск лінії окулярів спільно з італійською фабрикою «Atmosphera».
У 2016 році створював колекцію для української збірної для участі в Олімпійських іграх.
У 2017 році був одним із суддів шоу «Модель XL».
У 2017 році підтримав гуманістичну ініціативу UAnimals і зобов'язався не використовувати натуральне хутро в наступних колекціях.
У листопаді 2019 року став президентом Ukrainian Fashion Council.

## Покази
- У 1999 році пройшов перший показ одягу Андре Тана. За наступні 20 років дизайнер побував на багатьох тижнях моди не тільки у своїй країні, а й за кордоном:
- 1999 — показ колекції вечірніх суконь «морок».
- 2001 — міжнародний фестиваль моди «Времена года» — приз в номінації «Прет-а-порте» за колекцію «Пробудження кундаліні».
- 2002 — бренд ANDRE TAN вперше представлений на Ukrainian Fashion Week. Колекція «Погляд ззовні» перемогла в конкурсі «Нові імена».
- 2002 — участь у Міжнародному Конкурсі Молодих Дизайнерів «Російський силует», спеціальний приз від історика моди Олександра Васильєва (Париж).
- 2006 — весняно-літня колекція «Хочу літати» представлена на Ukrainian Fashion Week.
- 2006 — осінньо-зимова колекція «Гламур в бібліотеці» представлена на Ukrainian Fashion Week.
- 2006 — весняно-літня колекція «Балет» представлена на Ukrainian Fashion Week та Moscow Fashion Week.
- 2006 — колекція ANDRE TAN вперше показана на Berlin Fashion Week, німецькі fashion-критики визнають українського модельєра кращим молодим дизайнером жіночого одягу pret-a-porte.
- 2007 — осінньо-зимова колекція «Космос» представлена на Ukrainian Fashion Week та Moscow Fashion Week.
- 2007 — нова колекція ANDRE TAN показана на Hong-Kong Fashion Week, закриває показ одна з кращих моделей світу Сніжана Онопко.
- 2007 — весняно-літня колекція «Небесні ластівки» представлена на Ukrainian Fashion Week.
- 2008 — осінньо-зимова колекція «Живопис» представлена на Ukrainian Fashion Week.
- 2008 — весняно-літня колекція «Люди й манекени (Пам'яті Yves Saint Laurent)» представлена на Ukrainian Fashion Week.
- 2009 — осінньо-зимова колекція «Комфортна розкіш» представлена на Ukrainian Fashion Week та Bahrain Fashion Week.
- 2009 — весняно-літня колекція «Night Club» представлена на Ukrainian Fashion Week.
- 2009 — привозить свою колекцію на Riga Fashion Week.
- 2017 — показ колекції «I'M PRESIDENT» в рамках Ukrainian Fashion Week.
- 2018 — показ колекції, присвяченій євроінтеграції в рамках Ukrainian Fashion Week.
- 2009—2018 — показ колекцій сезону на Ukrainian Fashion Week.
- У жовтні 2019 — показ колекції першої лінії «Atelier» в Українському культурному центрі в Парижі.
- У листопаді 2019 — показ дитячої колекції Andre TAN Kids.

## Нагороди
- 2001 — спеціальний приз Міжнародного Конкурсу Молодих Дизайнерів «Сезони моди — Погляд у майбутнє».
- 2006 — читачі журналу ELLE вдруге називають ANDRE TAN найкращим дизайнером України.
- 2006 — звання кращого дизайнера України за версією «Best Ukrainian Awards 2006».
- 2007 — статуетку «Найкращий дизайнер України» ANDRE TAN отримує з рук головного редактора журналу «ELLE».
- 2008 — ANDRE TAN в четвертий раз отримує звання кращого дизайнера України за версією читачів журналу ELLE.
- 2008 — ANDRE TAN стає володарем звання «Дизайнер одягу року», за результатами рейтингу «Фаворити Успіху — 2008», що визначає рівень популярності й довіри громадськості до брендів.
- 2011 — 1-е місце в рейтингу журналу Фокус «20 найуспішніших українських дизайнерів одягу».
- 2017 — нагорода «Відкриття року».
- 2017 — нагорода Elle Style Awards.
- 2017 — Best Fashion Awards «Бізнес-прорив».
- 2018 — Pink Awards. «Бренд року».
- 2019 — нагорода "Гордість України. Чоловіки ".
- 2019 — нагорода «Дизайнер року» за версією журналу «Наталі».
- «Найуспішніший бренд року» за версією журналу «Pink».

## Клієнти
- Марія Єфросініна
- Юрій Горбунов
- Андрій Доманський
- Сніжана Єгорова
- Ірина Білик
- Руслана
- Міка Ньютон
- Юлія Войс
- Гайтана
- Світлана Лобода
- Анастасія Волочкова
- Ольга Куриленко

## Співпраця
• 2006: ANDRE TAN і Roberto Cavalli створюють вбрання для учасниць конкурсу краси «Miss Europe 2006».
• У 2011 ANDRE TAN запускає лінію окулярів для своєї другої лінії a.TAN спільно з італійською фабрикою «Atmosphera».
• У грудні 2016 — капсульна колекція яскравих шкарпеток DUNA by Andre Tan.
• У жовтні 2017 випустив колекцію одягу спільно з головним редактором журналу «ELLE» Сонею Забугою під назвою «TaN by Sonya Zabuga».
• У березні 2019 утворив колекцію весільних суконь спільно з Іриною Котапською під назвою «IRYNA KOTAPSKA by ANDRE TAN».
• У лютому 2019 випустив колекцію окулярів з Luxoptica Sunderson by ANDRE TAN SS'19.
• У квітні 2019 створив спільну колекцію дитячого взуття «Liya By ANDRE TAN».
• У червні 2019 створив сумки-шопери для благодійного проекту «#чашкакофе» з Дмитром Комаровим.
• У вересні 2019 створив співколекцію зі співачкою Ольгою Поляковою під назвою «Королева Ночі».

## ТВ-проекти та шоу-програми
- 2017 «Модель XL»
- 2018 «Поверніть мені красу»
- 2019 комедійний фільм «Продюсер».
- «Зважені та щасливі»
- «Хто проти блондинок»
- «Хто зверху»
- « Сніданок із 1+1»
- «Ліга сміху»

## Сім'я
Дружина — підприємиця Аліна Харечко. 20 березня 2016 року у пари народилася донька Софія.